# Muammar al-Gaddafi
Muammar Gaddafi Fișier audio „Ar-Muammar Qaddafi.ogg” inexistent (lb. arabă: معمر القذافي, Muʿammar Qaddāfī, n. 7 iunie 1942, Qasr Abu Hadi⁠(d), Districtul Surt, Libia – d. 20 octombrie 2011, Sirt, Districtul Surt, Libia) a fost conducătorul de facto al Libiei între 1969 și 2011.
Cunoscut și sub numele de Colonelul Gaddafi, Muammar Gaddafi s-a născut într-o familie de țărani beduini în apropiere de orașul Sirt. După ce a urmat școala din Fezzan între 1956 și 1961, a studiat dreptul ulterior înscriindu-se la academia militară libiană. A fost trimis la cursuri de perfecționare la Academia militară din Atena, Grecia, și în Marea Britanie la The British Army Staff College (actualmente, Joint Services Command and Staff College).

## Lovitura de stat
Pe data de 1 septembrie 1969, un grup de tineri ofițeri conduși de Gaddafi a dat o lovitură de stat (fără vărsare de sânge) pe când Regele Idris I se afla în Turcia la tratament medical. Prințul moștenitor Sayyid Hasan ar-Rida al-Mahdi as-Sanussi, nepotul regelui, a fost destituit și ținut sub arest la domiciliu. Monarhia a fost abolită, proclamându-se „Republică Arabă a Libiei”.
Cunoscut și pentru îmbrăcămintea sa oarecum excentrică și pentru ochelarii de soare pe care îi purta deseori, Gaddafi a dorit să devină un fel de Che Guevara al erei sale, dând refugiu sau armament elementelor radicale care se declarau anti-occidentale sau anti-imperialiste.
În 1970 a expulzat practic toți italienii din Libia.
În 1995 a expulzat cca 30.000 de palestinieni din Libia, ca reacție la acordul semnat dintre OEP și Israel.

## Socialism islamic/pan-arabism
Gaddafi și-a bazat noul regim pe o combinație de naționalism arab, aspecte ale bunăstării sociale din societăților occidentale, și ceea ce Gaddafi a numit „democrație populară”. Sistemul a fost numit „socialism islamic”. A permis în continuare proprietatea privată a micilor întreprinderi, dar cele mari au fost naționalizate (firmele petroliere în 1971.)
După moartea idolului său Gamal Abdel Nasser (28 septembrie 1970), Gaddafi a încercat să devină liderul ideologic al națiunilor arabe. În 1972 a proclamat o „Federație a Republicilor Arabe” compusă din Libia, Egipt, Siria, dar țările nu s-au putut înțelege la detalii privind federația. În 1974 a semnat un acord cu liderul tunisian Habib Bourguiba referitor la o uniune între cele două țări, dar nici acest acord nu a durat.
Descrierea idealurilor acestei filosofii a făcut-o în așa-numita „Carte Verde”, publicată în trei ediții între 1975 și 1979. Gaddafi a creat o ideologie politică ca fundament al Revoluției Populare: A treia teorie internațională.
În 1977 a desființat republica și a instaurat Marea Jamahirie Arabă Socialistă Populară Libiană (în lb. arabă: „domnie a maselor”).
În anii 1980 mai mulți disidenți libieni din străinătate au fost uciși pentru că nu s-au reîntors în Libia până la termenul de 11 iunie, termen impus de autoritățile libiene.

## Conflictul cuCiadul
Libia a ocupat în 1973 Fâșia Aouzou pe care o revendica și Ciadul. În 1987 trupe ciadiene au reușit să elibereze fâșia, iar în 1994, Curtea Internațională de Justiție a dat câștig de cauză Ciadului în acest conflict.

## Susținerea „organizațiilor de eliberare”
Gaddafi a fost un susținător fervent al Organizației pentru Eliberarea Palestinei, lucru care a dăunat relațiilor Libiei cu Egiptul când Egiptul a căutat un acord de pace cu Israelul în 1979.
De asemenea a susținut unele organizații de eliberare și mișcări de rebeli, de exemplu în Ciad, Sierra Leone, Liberia, Maroc, Iran, Filipine.
Când gruparea „Septembrie Negru” a atacat lotul israelian la Jocurile Olimpice de la München în 1972, omorând 11 atleți, Gaddafi a fost considerat unul dintre finanțatorii principali ai grupului.

## Familia
Copii:
- Muhammad Gaddafi (1970 - 2011), fiu (Președintele Comitetului Olimpic Libian)[34]
- Saif al-Islam Gaddafi (n.1972), fiu (pictor)[35]
- Al-Saadi al-Gaddafi (n.1973), fiu (fotbalist)[36]
- Hannibal Muammar Gaddafi (n.1975), fiu[37]
- Mutasim-Billah Gaddafi (1977 – 2011), fiu (ofițer)[35]
- Saif al-Arab al-Gaddafi (1982 – 2011)[38]
- Khamis Gaddafi (1983 – 2011), fiu (polițist)[39]
- Aisha Gaddafi (n.1976), fiică (avocată)[40]
- Ayesha Gaddafi, fiică adoptivă (ucisă în bombardamentul american din 15 aprilie 1986)[41]

### Citat
Potrivit site-ului Gawker.com, unul dintre bucătarii care a lucrat pentru fostul lider libian povestește cum unele femei trebuiau duse de urgență la spital, imediat ce ieșeau din dormitorul lui. Gaddafi consuma foarte multă Viagra, iar excesele sale au determinat-o pe asistenta care îl însoțea permanent să-i ceară să reducă numărul de pastile luate zilnic. Dictatorul comandase mai multe dispozitive erotice, printre care și un aparat pentru alungire a penisului. Relațiile intime pe care el le întreținea frecvent cu gărzile sale de corp, poreclite "Călugărițele revoluției", sunt de asemenea oficial recunoscute.
Vezi: Mărturii: Ce le făcea Muammar Gaddafi amantelor sale, 14 noiembrie 2011, Aura Costache, Adevărul]

### Viața personală
Ca un individ particular, Gaddafi a fost dat la ruminare și singurătate și ar putea fi retras. Reporterul Mirella Bianco l-a intervievat pe tatăl lui Gaddafi, care a declarat că fiul său a fost „întotdeauna serios, chiar taciturn”, fiind și curajos, inteligent, evlavios și orientat spre familie. Prietenii lui Gaddafi l-au descris lui Bianco ca pe un om loial și generos. Mai pe scară largă, el a fost adesea privit ca fiind „bizar, irațional sau quijotic”. Bearman a remarcat că Gaddafi era volatil din punct de vedere emoțional și avea un temperament impulsiv, CIA crezând că liderul libian suferea de depresie clinică. Gaddafi s-a descris ca fiind un „simplu revoluționar” și „musulman evlavios” chemat de Dumnezeu să continue munca lui Nasser. Gaddafi era un musulman auster și devotat, deși, potrivit lui Vandewalle, interpretarea sa despre islam a fost „profund personală și idiosincratică.”] El era, de asemenea, un pasionat de fotbal și îi plăcea atât să joace sportul, cât și călăria ca mijloc de recreere. Se considera un intelectual; era un fan al lui Beethoven și spunea că romanele sale preferate erau Cabana unchiului Tom, Rădăcinile și Străinul.

## Moartea
Nevoit să se ascundă de teama revoluționarilor, Gaddafi și-a petrecut ultimele zile din viață în condiții dure.
Pe 20 octombrie 2011 este găsit și capturat de către revoluționari în timp ce încerca să fugă din orașul Sirt. A murit în circumstanțe neelucidate. Curtea Internațională de Justiție a deschis o anchetă în privința morții lui Gaddafi, apreciindu-se că este vorba despre o crimă de război.
Trupul său neînsuflețit a fost expus publicului și mii de conaționali au venit pentru a se asigura că fostul lor lider este mort.
A fost înhumat într-un loc necunoscut.

## Distincții
- Doctor honoris causa al Universității "Megatrend" din Belgrad.[42]